# Hymenogastraceae
Famille
Les Hymenogastraceae sont une famille de champignons de l’ordre des Agaricales. 
Selon Index Fungorum (2 novembre 2013), le nom de la famille serait valide, mais selon MycoBank (2 novembre 2013) le nom de la famille serait synonyme de celui de la famille des Strophariaceae qui serait le nom valide. 

## Liste des genres et espèces
Selon NCBI (2 novembre 2013) :
- genre Destuntzia
  - Destuntzia fusca
- genre Hymenogaster
  - Hymenogaster alnicola
  - Hymenogaster arenarius
  - Hymenogaster australis
  - Hymenogaster boozeri
  - Hymenogaster brunnescens
  - Hymenogaster bulliardii
  - Hymenogaster citrinus
  - Hymenogaster decorus
  - Hymenogaster diabolus
  - Hymenogaster gardneri
  - Hymenogaster gilkeyae
  - Hymenogaster glacialis
  - Hymenogaster griseus
  - Hymenogaster huthii
  - Hymenogaster intermedius
  - Hymenogaster knappii
  - Hymenogaster luteus
  - Hymenogaster megasporus
  - Hymenogaster mutabilis
  - Hymenogaster muticus
  - Hymenogaster niveus
  - Hymenogaster olivaceus
  - Hymenogaster parksii
  - Hymenogaster pilosiusculus
  - Hymenogaster populetorum
  - Hymenogaster raphanodorus
  - Hymenogaster rehsteineri
  - Hymenogaster remyi
  - Hymenogaster rubyensis
  - Hymenogaster subalpinus
  - Hymenogaster subcaeruleus
  - Hymenogaster sublilacinus
  - Hymenogaster submacrosporus
  - Hymenogaster subochraceus
  - Hymenogaster subolivaceus
  - Hymenogaster tener
  - Hymenogaster thwaitesii
  - Hymenogaster vulgaris
- genre Timgrovea
  - Timgrovea ferruginea
- genre Wakefieldia
  - Wakefieldia macrospora